# 四棱荠属
四棱荠属（学名：Goldbachia）是十字花科下的一个属，为一年生或二年生草本植物。该属共有3种，分布于亚洲温带地区。